# Красилівське ЛВУМГ
Красилівське лінійне виробниче управління магістральних газопроводів — структурний підрозділ управління магістральних газопроводів «Київтрансгаз», створене в 1947 році.

## Історія
Красилівське управління є першим, яке створене в системі «Київтрансгаз» у 1947 році на газопроводі «Дашава — Київ», діаметром 500 мм.
Також тут проходять трубопроводи КЗУ І та КЗУ II, діаметрами по 1000 мм кожний та робочим тиском 55 атм.

## Компресорний цех

Компресорний цех «Красилів»

В 1974 р. споруджено діючий компресорний цех. На КС «Красилів» встановлено шість 10-ти МВт стаціонарних ГПА:
- ГТК-10-2 — 3 агрегати,
- ГТК-10-4 — 2 агр.,
- ГТНР-10 — 1 агр.

На всіх ГПА встановлені нагнітачі типу 520-12-1.